# Communauté rurale de Affé Djoloff
La communauté rurale de Affé Djoloff est une communauté rurale du Sénégal située au nord-ouest du pays.  
Créée en 2011, elle fait partie de l'arrondissement de Sagatta Dioloff, du département de Linguère et de la région de Louga.
Son chef-lieu est le village centre de Affé Djoloff.